# Nemadus colonoides
Nemadus colonoides är en skalbaggsart som först beskrevs av Ernst Gustav Kraatz 1851.  Nemadus colonoides ingår i släktet Nemadus, och familjen mycelbaggar. Arten är reproducerande i Sverige.